# 런어웨이 브라이드
《런어웨이 브라이드》(영어: Runaway Bride)는 1999년 공개된 미국의 로맨틱 코미디 영화이다.

## 출연
- 줄리아 로버츠 - 마거릿 "매기" 카펜터 역
- 리처드 기어 - 호머 아이젠하워 "아이크" 그레이엄 역
- 조앤 큐색 - 페기 플레밍 역
- 헥터 엘리존도 - 피셔 역
- 리타 윌슨 - 엘리 그레이엄 역
- 폴 둘리 - 월터 카펜터 역
- 크리스토퍼 멀로니 - 밥 켈리 역
- 율 바스케스 - "데드 헤드" 길 차베즈 역
- 도널 로그 - 브라이언 노리스 신부 역
- 레지 로저스 - 조지 "버그 가이" 스윌링 역
- 실라 워드 - 바의 아름다운 여성 역
- 게리 마셜 - 소프트볼 1루수 역 (크레디트 미기재)
- 로리 멧캐프 - 베티 트라우트 역 (크레디트 미기재)
- 래리 밀러 - 케빈 역 (크레디트 미기재)
- 린다 라킨 - 리디아 역

## 우리말 녹음
KBS 성우진 (2002년 10월 19일)
- 강희선 - 매기(줄리아 로버츠)
- 이정구 - 아이크(리처드 기어)
- 주희 - 엘리(리타 윌슨)
- 김옥경 - 페기(조앤 큐색)
- 이광자
- 노민
- 이윤선
- 이진화
- 이봉준
- 김태웅
- 황재경
- 이장원
- 임진응
- 안용욱
- 이현주